# 中島啓太
中島 啓太（なかじま けいた、2000年6月24日 - ）は、埼玉県加須市出身の日本のプロゴルファー。

## 経歴
6歳のころからゴルフを始める。
加須市立大利根中学校3年時の2015年、「日本アマチュアゴルフ選手権競技」決勝（36ホール・マッチプレー）で金谷拓実に10アンド9で敗れ準優勝。
代々木高等学校1年次の2016年、「日本オープンゴルフ選手権競技」では2日目を通算7アンダーで予選を通過。
2017年、日本アマチュア選手権では優勝した大澤和也（日本大学）に1打差で敗れ2位タイ。
2018年、オーストラリア・パース郊外で開催された「オーストラリア・アマチュア選手権」では女子の山口すず夏とともに日本人アベック優勝。同年6月、「トヨタジュニアW杯」では鈴木晃祐らと出場し団体4位。8月、「日本ジュニアゴルフ選手権」男子15-17歳の部で3位。同月、インドネシアで開催された第18回アジア競技大会ゴルフ競技では個人で金メダル。団体でも金谷、今野大喜、米沢蓮と共に金メダルを獲得。10月、「アジアパシフィックアマチュアゴルフ選手権」で優勝した金谷に次ぐ2位タイ。
日本体育大学在学時の2019年、日本アマチュア選手権では優勝した木村太一に2打及ばず、3度目の2位となった。
2020年、「三井住友VISA太平洋マスターズ」では優勝した香妻陣一朗と2打差の3位。同年11月、世界アマチュアゴルフランキング1位。これは日本人では松山英樹、金谷に次ぐ快挙となった。また20歳5か月1日での世界1位は、日本人最年少記録を更新した。
2021年4月、「東建ホームメイトカップ」では優勝した金谷に1打及ばず通算10アンダーの2位。7月、日本アマチュア選手権では3日目で単独首位に立ち、最終日が悪天候による競技中止のため、優勝。9月、「パナソニックオープン」では最終日を1打差の4位でスタート。18番ホールを終えた時点で永野竜太郎と並んでプレーオフへ。1ホール目に永野がボギーを叩き、パーセーブした中島が初優勝を果たした。倉本昌弘、石川遼、松山、金谷に続く史上5人目のアマチュア優勝となった。11月、ドバイで開催されたアジアパシフィックアマ選手権では通算14アンダー、プレーオフの末に優勝。松山、金谷に続く快挙で2022年の「マスターズ」と「全英オープン」の出場権を獲得した。
2022年9月12日、プロ転向宣言をする。
2023年5月31日、株式会社 富士通ゼネラルとアンバサダー契約を締結。
2023年6月のASO飯塚チャレンジドゴルフトーナメントでプロ初優勝し、ツアー年間3勝をあげ賞金王に輝く。
2023年12月、2023年国内男子ツアーの最優秀選手、賞金ランキング、最優秀新人、平均ストローク、バーディー率、ゴルフ記者賞の６冠を獲得。
2024年は昨季賞金王をしてDPワールド（欧州）ツアーの出場資格を獲得し、欧州ツアーを主戦場にする。3月欧州ツアー出場6試合目ヒーローインディアンオープンで初優勝。星野陸也に続く、日本人5人目の同ツアー優勝者となる。

## プロ優勝（4）

### 日本ツアー優勝（4）
| No. | 日程               | 大会                                  | スコア                  | 2位との差  | 2位（タイ）      |
| --- | ------------------ | ------------------------------------- | ----------------------- | ---------- | ---------------- |
| 1@  | 2021年9月23日-26日 | パナソニックオープン                  | −18（69-68-65-68=270）  | プレーオフ | 永野竜太郎       |
| 2   | 2023年6月8日-11日  | ASO飯塚チャレンジドゴルフトーナメント | −29（67-64-63-65=259）  | プレーオフ | 金谷拓実         |
| 3   | 2023年8月3日-6日   | 横浜ミナトチャンピオンシップ          | −13（69-69-67-66=271）  | 1打差      | 蟬川泰果         |
| 4   | 2023年11月2日-5日  | マイナビABCチャンピオンシップ         | －24（63-69-66-66=264） | 3打差      | ショーン・ノリス |

プレーオフ記録（2–1）
| No. | Year | Tournament                                   | Opponent   | Result                               |
| --- | ---- | -------------------------------------------- | ---------- | ------------------------------------ |
| 1   | 2021 | パナソニックオープンゴルフチャンピオンシップ | 永野竜太郎 | Won with par on first extra hole     |
| 2   | 2023 | 全英への道 ミズノオープン                    | 平田憲聖   | Lost to birdie on third extra hole   |
| 3   | 2023 | 飯塚チャレンジドゴルフトーナメント           | 金谷拓実   | Won with birdie on second extra hole |

@はアマチュア

### 欧州ツアー（1）
| No. | 日程        | 大会                         | スコア                 | 2位との差 | 2位（タイ）                                                        |
| --- | ----------- | ---------------------------- | ---------------------- | --------- | ------------------------------------------------------------------ |
| 1   | 31 Mar 2024 | ヒーローインディアンオープン | −17（65-65-68-73=271） | 4打       | セバスティアン・ソーデルベリ ヨハネス・バーマン ビール・アハラワト |

## 表彰
- マコーマックメダル（英語版）(2021 年)[21]